# Краткотрајна меморија
Краткотрајна меморија се дефинише као меморија за информације које се тренутно држе у мислима и има ограничени капацитет. Радна меморија је нешто шири термин за краткотрајну меморију, јер поред привременог складиштења информација укључује и активну манипулацију садржајем.
Термин краткотрајна меморија се најчешће односи на вербалну краткотрајну меморију, мада постоје и други типови краткотрајне меморије попут оне која се односи на визуелно-просторне информације, или нумеричке вредности и операције. Њену неуралну локацију представља префронтални кортекс.
Вербална краткотрајна меморија се једноставно тестира помоћу тестова у којима се испитаницима чита серија бројева коју морају да понове после краћег времена. Милер је оваквим тестом показао да људи у просеку памте седам, плус или минус два броја. По његовом схватању број као што је 1941 представља једно “парче” информације (јер овај број има за нас конкретан историјски смисао), док би број 6714 представљао четири “парчета” информације (јер за већину нас не представља смислену информацију као целина). Каснија истраживања показала су да је капацитет вербалне краткотрајне меморије ограничен не само смислом информације, већ и њеним фонолошким карактеристикама. Тако је теже упамтити низ речи уколико оне имају пуно самогласника: нпр. бинокулар, амаркорд, баракуда и сл., или уколико су фонолошки сличне, нпр: прст, крст, врста, креста и сл.